# 桂世镛
桂世镛（1935年—2003年），浙江湖州南浔镇人，出生于杭州。中华人民共和国政治人物。
早年毕业于燃料工业部石油管理总局材料管理训练班，后转入中国人民大学计划经济系工业计划专业，供职于中国科学院经济研究所。1978年，任国家计委政策研究室副主任。1982年，升任主任。1987年，任《人民日报》社副总编辑。1988年，任国家计委秘书长。1994年，任国家行政学院副院长。1999年，任国务院研究室主任。